# Tuppe tuppe, Marescià!
Tuppe tuppe, Marescià! (distribuito anche con il titolo È permesso Maresciallo?) è un film del 1958 diretto da Carlo Ludovico Bragaglia.
Il film offre un affresco dell'Italia di provincia del dopoguerra, sulla scia del successo della saga Pane, amore e..., di cui è un ideale spin-off. Le riprese sono state effettuate a Castel San Pietro Romano, come i primi due film della tetralogia, Pane, amore e fantasia e Pane, amore e gelosia, in cui era presente Roberto Risso, che diventa il nuovo protagonista al posto di Vittorio De Sica.

## Trama
A Sagliena, il carabiniere Pietro Stelluti è diventato maresciallo dei carabinieri e saluta la foto del suo ex superiore Antonio Carotenuto, oramai in congedo dall'arma, mentre ai suoi ordini è rimasto il collega Baiocchi promosso al grado inferiore di brigadiere. In un dialogo tra Stelluti e Baiocchi, viene rivelato che la storia d'amore con la "Bersagliera" è finita male. Ora il giovane maresciallo si è innamorato di Maria, una ragazza che ha un bar sulla piazza del paese, ma la sua timidezza gli impedisce di dichiararsi. Intanto Maria viene chiesta in sposa da Peppino Percuoco, un maturo parvenu che è rientrato in paese dopo aver fatto fortuna in Francia. Maria rifiuta le avances di quest'ultimo che poi, per costringerla alla resa, apre un altro locale e assume Carmelina, una procace cameriera che attira tutti i vecchi clienti di Maria nel nuovo bar. Dopo vari equivoci, tutto si risolverà per il meglio; Carmelina si sposerà con il notaio del paese, Maria partirà con il Maresciallo che si trasferisce, e Percuoco ritroverà il grande amore della sua giovinezza.

## Colonna sonora
Il film ha molti intermezzi musicali. Le canzoni, interpretate da Maria Paris a cui è affidata la parte di Ninetta, l'amica di Maria, sono:
- Tuppe tuppe mariscià di De Mura - Gigante - Aracri, presentata al Festival di Napoli del 1958 dalla Paris.
- Suonno a Marechiare di A. Vian - N. Fiore
- Nun fa cchiù 'a francesa di V. De Crescenzo - F. Rendine
- Tarantella napoletana di R. Murolo - Tagliaferri
- Vita bella di V. De Crescenzo - C. Savina
- Colonel Bogey di Kenneth J. Alford